# ザスキア・ローゼンダール
ザスキア・ローゼンダール（Saskia Rosendahl、1993年7月9日 - ）はドイツの女優。

## 経歴
1993年、ドイツのハレ・アン・デア・ザーレで生まれる。幼少期はバレエ団で研鑽を積み、2010年に映画デビュー。2012年、『さよなら、アドルフ』の主演で注目され、多数の女優賞を受賞。2013年の第63回ベルリン国際映画祭ではシューティング・スター賞を受賞した。

## 主な出演作品

### 映画
- 『さよなら、アドルフ』 Lore (2012)
- 『ロストックの長い夜』 Wir Sind Jung. Wir Sind Stark. (2014)
- 『ワイルド わたしの中の獣』 Wild (2016)
- 『ある画家の数奇な運命』 Werk ohne Autor (2018)
- 『焦燥の夏』 Niemand ist bei den Kalbern (2021)
- 『さよなら、ベルリン またはファビアンの選択について』 Fabian oder Der Gang vor die Hunde (2021)

### テレビ
- 『バビロン・ベルリン』シリーズ3～ Babylon Berlin (2019 - ) (TVシリーズ)